# 彼得·尤萊恩
彼得·尤萊恩（英語：Peter Uihlein，1989年8月29日—）是美國的一位高爾夫球運動員。他主要參加歐洲巡迴賽的賽事。他在2010年贏得美國業餘公開賽的冠軍，並曾是世界業餘高爾夫球選手排名首位。尤萊恩出生在新伯福，是少數主要在歐洲參賽的美國高爾夫球手。

## 外部連結
- 彼得·尤萊恩在歐洲巡迴賽官方網站
- 彼得·尤萊恩在PGA巡迴賽的官方網站
- 彼得·尤萊恩在男子高爾夫世界排名的官方網站
- Profile on Oklahoma State's official athletic site